# Ваду-Аней
Ваду-Аней (рум. Vadu Anei) — село у повіті Ілфов в Румунії. Входить до складу комуни Бренешть.
Село розташоване на відстані 20 км на схід від Бухареста, 149 км на південний схід від Брашова.

## Населення
За даними перепису населення 2002 року у селі проживали 33 особи, з них 32 особи (97,0%) румунів. Усі жителі села рідною мовою назвали румунську.